# Osama Hawsawi
Osama Hawsawi (en árabe: أسامة هوساوي‎; La Meca, 31 de marzo de 1984) es un exfutbolista saudí que jugaba en la demarcación de defensa. Su último equipo fue el Al-Wehda Club, el mismo con el que inició su carrera profesional.

## Selección nacional
Hizo su debut con la selección de fútbol de Arabia Saudita el 11 de octubre de 2006 en un encuentro contra Yemen que finalizó con un resultado de 5-0 a favor del combinado saudí. Además ha disputado los Juegos Panarábicos 2007, la Copa de Naciones del Golfo de 2007, la Copa de Naciones del Golfo de 2009, la Copa Asiática 2011, la Copa de Naciones del Golfo de 2013, Copa de Naciones del Golfo de 2014, el Campeonato de la Federación de Fútbol de Asia Occidental 2017 y la Copa Asiática 2015.

### Participaciones en Copas del Mundo
| Mundial                        | Sede  | Resultado    | Partidos | Goles |
| ------------------------------ | ----- | ------------ | -------- | ----- |
| Copa Mundial de Fútbol de 2018 | Rusia | Primera fase | 3        | 0     |

## Clubes
| Club                | País           | Año       | Partidos | Goles |
| ------------------- | -------------- | --------- | -------- | ----- |
| Al-Wehda Club       | Arabia Saudita | 2005-2008 | 69       | 1     |
| Al-Hilal F. C.      | Arabia Saudita | 2008-2012 | 135      | 11    |
| R. S. C. Anderlecht | Bélgica        | 2012      | 2        | 0     |
| Al-Ahli Saudi F. C. | Arabia Saudita | 2012-2016 | 125      | 6     |
| Al-Hilal F. C.      | Arabia Saudita | 2016-2018 | 65       | 0     |
| Al-Wehda Club       | Arabia Saudita | 2018      | 12       | 0     |